# Гай Оппий Сабин
Гай О́ппий Саби́н (лат. Gaius Oppius Sabinus; погиб зимой 85/86 года, провинция Мёзия, Римская империя) — римский политический деятель из знатного плебейского рода Оппиев, которого император Домициан в 84 году сделал своим коллегой по консульству.

## Биография
Гай Оппий Сабин принадлежал к знатному плебейскому роду, происходившему, по разным версиям, из Рима либо из Ауксима. Отцом или дядей Сабина, по всей видимости, мог являться консул-суффект 43 года Спурий Оппий. 
В 84 году Сабин занимал должность ординарного консула совместно с императором Домицианом. В следующем году он был назначен наместником Мёзии. Зимой 85/86 года Гай Оппий пал в бою против даков, которые вторглись во вверенную ему провинцию. 
Возможно, сыном или внуком Гая Оппия Сабина был Гай Оппий Сабин Юлий Непот Марк Вибий Солемний Север.